# Pick TV
Pick TV je britský televizní kanál, který je dostupný free-to-air v britském DVB-T Freeview a v TalkTalk TV, a free-to-view na satelitu přes platformu Sky, Freesat from Sky a v kabelové síti Virgin Media. Kanál začal vysílat 31. října 2005 jako kanál Sky Three. Pořady vysílané na tomto kanálu jsou většinou pořady převzaté ze sesterských kanálů Sky1, Sky Arts a nebo (dříve, před ukončením vysílání kanálu) Sky Real Lives. Od 24. června 2010 byly z programu vyřazeny pořady ze Sky Travel Shop, jejichž náhradou se staly pořady kanálu Sky Real Lives, který ukončil vysílání, a jehož rozpočet byl rozdělen mezi kanály Sky1 a Sky2 jako součást strategie "doing less things better" (dělat méně věcí lépe).
28. února 2011 byl kanál Sky3 rebrandován na kanál Pick TV.

## Programmming
Když začal kanál Sky Three vysílat, byl jakoby „výkladní skříní“ pro hlavní zábavní kanál Sky- Sky1 a jiných placených kanálů, který měl "nabízet divákům DVB-T možnost užít so velkou rozmanitost populárních pořadů Sky".. Od zahájení vysílání kanálu, až do 24. června 2010 nabízel kanál Sky3 zájezdy Sky Travel.
Původní higlighty v nabídce programu byly: Futurama, Cold Case, Tru Calling, Relic Hunter, Road Wars, Inside, Brainiac: Šílená věda, 35mm přebírané z kanálu Sky Movies, který představuje nové filmy v kinech a na prémiových kanálech Sky Sky Movies, a Dream Team. V začátcích svého vysílání vysílal Sky Three FTA premiéry některých prestižnějších pořadů, které předtím byly vysílány na kanálu Sky One, jako 24, Rescue Me, The 10th Kingdom, Hex a poslední remake Battlestar Galactica.

### Současné pořady
- Airline
- Brainiac: Šílená věda
- Coach Trip
- Cold Case
- Gladiators
- Lion Man
- Prison Break
- Road Wars
- Tru Calling
- Grease: the School Musical
- Hairspray: The School Musical
- Are You Smarter Than A 10 Year Old?

## Pick TV na Freeview
Sky Three byl první FTA zábavní kanál od Sky, který zahájil vysílání 31. října 2005, a který nahradil kanál Sky Travel v naději přilákání nových předplatitelů pro Sky. Pick TV se nachází na pozici 11 v EPG Freeview. Vzhledem k lepší dostupnosti kanál neustále překonává kanál Sky2, i přesto že Sky2 nabízí podstatně lepší pořady. Místo prodávání FTA práv na pořady Sky jsou práva většinou uchována.
Poté, co se 23. srpna 2010 stal kanál Sky Sports News placeným, byl tento kanál na Freewievu nahrazen časově posunutou verzí kanálu Sky3,Sky3 +1.

## Sky's Free Weekend Pass
O víkendu 18.–20. září 2009 Sky3 vysílalo výběr pořadů, které jsou normálně vysílány na kanálech vysílaných na satelitní platformě Sky místo normálního programu. Kvůli tomu, že je Sky3 dostupný FTA, měla tato akce sloužit jako "ochutnávka" toho, co je dostupné na kanálech placené Sky těm, co mají Freeview, TalkTalk TV, a Freesat from Sky. Kanály nedostupné uživatelům služeb Freeview, TalkTalk TV nebo Freesat from Sky, jako Sky1, Cartoon Network, Nickelodeon, Disney Channel, Living, ESPN a MTV, a jiné, ukázaly tento víkend své pořady. Sky měla i druhý Free Weekend Pass, který byl vysílán 17.–18. dubna 2010.